# Bilokurakîne, Ucraina
Bilokurakîne (în ucraineană Білокуракине) este așezarea de tip urban de reședință a raionului Bilokurakîne din regiunea Luhansk, Ucraina. În afara localității principale, nu cuprinde și alte sate.

## Demografie
Componența lingvistică a așezării de tip urban Bilokurakîne
     Ucraineană (90,71%)
     Rusă (9%)
     Alte limbi (0,13%)
Conform recensământului din 2001, majoritatea populației așezării de tip urban Bilokurakîne era vorbitoare de ucraineană (90,71%), existând în minoritate și vorbitori de rusă (9%).